# 吴瑞新
吴瑞新（1968年9月—），男，汉族，安徽宣城人，1993年9月加入中国共产党，中华人民共和国政治人物。

## 生平
1989年毕业于芜湖师范专科学校（2005年并入安徽师范大学）中文系汉语言文学专业。毕业后分配至十七冶第八工程公司工作。1994年至1996年在中央党校函授学院学习。1995年于共青团马鞍山市委挂职，先后任共青团安徽省马鞍山市委宣传部副部长、部长。2001年调入马鞍山市委办公室工作，先后任科长、市委办公室副调研员、市委办公室副主任等职。
2011年任马鞍山市委副秘书长、市委政策研究室主任。2016年任安徽省当涂县委副书记（正处）。2017年任当涂县委副书记、县政府县长。2019年任安徽省无为县委副书记，县政府代理县长、党组书记。同年6月，去代转正，任无为县县长。2019年12月，无为撤县设市，改任无为市政府市长。2021年5月，任中共无为市委书记。2022年1月，当选第十四届芜湖市政协副主席。